# Boursicocotte
Boursicocotte (Kuhhandel en allemand) est un jeu de société créé en 1985 par l’Allemand Rüdiger Koltze ; édité en France par Asmodée.
Il se joue de trois à cinq joueurs, à partir de huit ans, et dure environ une heure.

## But du jeu
Le but du jeu est de collectionner les animaux qui valent le plus grand nombre de points. Le vainqueur est celui qui a accumulé le plus grand nombre de points à la fin de la partie. Pour atteindre ce but, les joueurs doivent acheter des animaux aux enchères. Des phases de rachat sont possibles en proposant des offres avec des billets à une face (face cachée) ; la part de « blœuff » (comme l’écrit la boîte) est importante durant ces phases.